# احمد باغبانباشی
احمد باغبانباشی دوست (زاده ۳۱ مارس ۱۹۷۲) یک بازیکن فوتسال اهل ایران است.